# Dagobah
Dagobah (pronunciado /dégoba/) es un planeta ficticio y un sistema estelar homónimo que aparece en las películas de Star Wars El Imperio Contraataca, El Retorno del Jedi y en una escena eliminada de La venganza de los Sith. En la franquicia, estaba descrito como un planeta lejano lleno de pantanos y bosques, y sirvió como refugio para el maestro Yoda durante su exilio tras la destrucción de la Orden Jedi. Fue allí donde Luke Skywalker recibió un entrenamiento avanzado en los caminos de la Fuerza bajo la tutela del maestro Jedi Yoda y más tarde sería testigo de su muerte y unión con la Fuerza.

## Historia
Después de que el emperador Palpatine (Darth Sidious), Darth Vader y su ejército clon exterminaran a casi todos los Jedi, el maestro Yoda se refugió en las ciénagas de Dagobah, donde la gran cantidad de vida del planeta y la Cueva del Lado Oscuro, le permitió esconderse de los Sith y el Imperio Galáctico. En El Imperio contraataca, Luke Skywalker es visitado en el planeta helado de Hoth por el espíritu de Obi-Wan Kenobi, quien le cuenta que se tiene que encontrar con Yoda en Dagobah para que este le enseñe a ser un jedi.
Partió en su nave X-Wing, junto con el robot R2-D2, luego de que Vader y sus tropas atacasen la base rebelde en Hoth. Ahí continúa su entrenamiento como jedi, pero Skywalker tiene que dejar Dagobah sin terminar su formación para intentar rescatar a Han Solo, la Princesa Leia Organa y Chewbacca, quienes él presentía que estaban en peligro en el planeta Bespin. Skywalker volverá a Dagobah en El retorno del Jedi, donde mantiene una última conversación con Yoda, hasta su muerte. Después habla extensamente con el alma de Kenobi sobre la relación parental entre él y Vader.
En Star Wars: El Poder de la Fuerza II, el clon de Starkiller viaja a Dagobah. Allí encuentra a Yoda, quien le dice que debe entrar a la Cueva del Mal, lugar donde hace frente a sus miedos y donde tiene una visión del futuro.